# Nino Rota

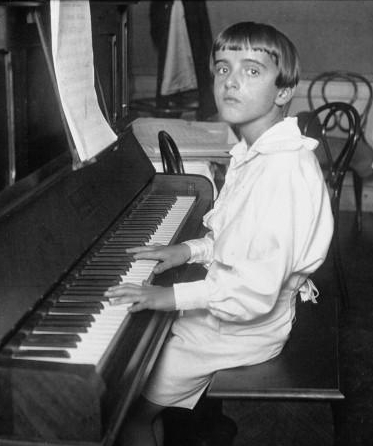
Rota als Kind (1923)

Giovanni „Nino“ Rota (* 3. Dezember 1911 in Mailand; † 10. April 1979 in Rom) war ein italienischer Komponist. Er wurde vor allem für seine über 150 Filmmusiken international bekannt, darunter für Filmklassiker von Federico Fellini und Luchino Visconti. Für die Filmmusik für Der Pate – Teil II erhielt er 1975 den Oscar.

## Leben
Nino Rota war Sohn eines Pianisten. Er galt in seiner Jugend als musikalisches Wunderkind, da er schon mit acht Jahren zu komponieren anfing. 1923 wurde er vom Konservatorium in Mailand aufgenommen, wo er Unterricht bei Giacomo Orefice und Ildebrando Pizzetti genoss. Anschließend studierte er in Rom bei Alfredo Casella und schloss 1930 am Conservatorio di Santa Cecilia in Rom den Studiengang Komposition mit dem Diplom ab. In den Jahren 1931 und 1932 besuchte er das Curtis Institute in Philadelphia (Pennsylvania) und studierte dort Komposition und Dirigieren. In dieser Zeit entdeckte er die großen Hollywood-Filme und die Musik George Gershwins für sich. 1937 machte er mit einer Arbeit über Zarlino sein Diplom im Studiengang Lettere an der Universität Mailand. Ab 1939 bekleidete er am Konservatorium Niccolò Piccinni in Bari eine Professur für Harmonielehre, dann für Komposition. 1950 wurde er Direktor des Konservatoriums.
Obwohl sich Rota sein Leben lang als klassischer Komponist verstand, wurde er nach dem Zweiten Weltkrieg vor allem als Verfasser von Filmmusik bekannt, insbesondere für Federico Fellini, mit dem er ab 1952 zusammenarbeitete. Fellini verwendete bis zum Tode Rotas 1979 für seine Filme ausschließlich dessen Musik. Außer für Fellini schrieb Rota Filmmusik für so bekannte Regisseure wie Luchino Visconti, Francis Ford Coppola, Lina Wertmüller oder Franco Zeffirelli. Er wurde besonders dafür geschätzt, dass er aufgrund seiner außergewöhnlichen Fähigkeiten als Improvisator, seiner geistigen Flexibilität und Fantasie in kürzester Zeit auch ausgefallene Wünsche der Regisseure musikalisch umsetzen konnte. Mit seinem musikalischen Schaffen orientierte sich Nino Rota unter anderem stark an der Circusmusik. Für seine Filmmusik zu Coppolas Der Pate – Teil II wurde er 1975 mit dem Oscar und dem Golden Globe Award ausgezeichnet.
Insgesamt schrieb er etwa 150 Filmmusiken. Weniger bekannt ist er als Komponist von Konzert- und Bühnenmusik. Sein Werk umfasst zehn Opern sowie 23 Ballett- und Bühnenkompositionen, drei Sinfonien, drei Klavierkonzerte, drei Violoncellokonzerte, ein Kontrabasskonzert (Divertimento Concertante, 1973), ein Posaunenkonzert, ein Fagottkonzert, ein Harfenkonzert, Konzerte für Streicher, Kammer- und Klaviermusik und Chorwerke.
Nino Rota starb 1979 im Alter von 67 Jahren an einer Koronarthrombose. Aus seiner Beziehung mit der Pianistin Magda Longari hatte er eine Tochter.

## Auszeichnungen
Academy Awards
- 1973: Nominiert für die beste Filmmusik für Der Pate, jedoch wurde die Nominierung zurückgezogen, da das Liebesthema bereits 1958 für den Film Fortunella komponiert worden ist.
- 1975: Ausgezeichnet für die beste Filmmusik für Der Pate – Teil II.

Golden Globe
- 1973: Nominiert für die beste Filmmusik für Der Pate.
- 1975: Ausgezeichnet für die beste Filmmusik für Der Pate – Teil II.

Grammy Award
- 1973: Ausgezeichnet für Beste Originalmusik für einen Film oder ein Fernsehspecial für Der Pate.

Nastro d’Argento: Beste Filmmusik
- 1957: Krieg und Frieden
- 1958: Weiße Nächte
- 1964: Achteinhalb
- 1969: Romeo und Julia
- 1979: Orchesterprobe

Weitere
- Rotas Komposition zu Der Pate erreichte Rang 5 in der vom American Film Institute publizierten Liste der 25 besten Filmmusiken aus 100 Jahren.

## Filmografie (Auswahl)
- 1943: Il birichino di papà
- 1947: Unter der Sonne von Rom (Sotto il sole di Roma)
- 1948: Ohne Gnade (Senza pietà)
- 1950: Es ist Frühling (È primavera)
- 1951: Anna
- 1952: Die bittere Liebe (Lo sceicco bianco)
- 1952: Engel aus der Kellerwohnung (Gli angeli del quartiere)
- 1953: Die Müßiggänger (I vitelloni)
- 1953: Die Sieben vom Großen Bären (I sette dell’Orsa maggiore)
- 1954: La Strada – Das Lied der Straße (La strada)
- 1955: Ein Held unserer Tage (Un eroe dei nostri tempi)
- 1955: Die Schwindler (Il bidone)
- 1956: Krieg und Frieden (War and Peace)
- 1956: London ruft Nordpol (Londra chiama Polo Nord)
- 1957: Weiße Nächte (Le notti bianche)
- 1957: Die Nächte der Cabiria (Le notti di Cabiria)
- 1958: Gesetz ist Gesetz (La loi, c’est la loi)
- 1959: Man nannte es den großen Krieg (La grande guerra)
- 1960: La dolce vita
- 1960: Nur die Sonne war Zeuge (Plein soleil)
- 1960: Rocco und seine Brüder (Rocco e i suoi fratelli)
- 1960: Unter zehn Flaggen (Sotto dieci bandieri)
- 1961: Das Spukschloß in der Via Veneto (Fantasmi a Roma)
- 1961: Der Brigant (Il brigante)
- 1961: Ein sonderbarer Heiliger (The Reluctant Saint)
- 1962: Boccaccio 70 (Episodenfilm)
- 1963: Achteinhalb (8½)
- 1963: Der Leopard (Il Gattopardo)
- 1965: Julia und die Geister (Giulietta degli spiriti)
- 1967: Der Widerspenstigen Zähmung (The Taming of the Shrew)
- 1968: Außergewöhnliche Geschichten (Histoires extraordinaires)
- 1968: Romeo und Julia (Romeo and Juliet) (US: Platin)[3]
- 1969: Fellinis Satyricon (Fellini – Satyricon)
- 1970: Die Clowns (I clowns)
- 1970: Waterloo
- 1972: Der Pate (The Godfather)
- 1973: Amarcord
- 1973: Liebe und Anarchie (Film d’amore e d’anarchia – Ovvero “Stamattina alle 10 in via dei Fiori nella nota casa di tolleranza…”)
- 1974: Der Pate – Teil II (The Godfather Part II)
- 1976: Fellinis Casanova (Il Casanova di Federico Fellini)
- 1978: Tod auf dem Nil (Death on the Nile)
- 1979: Der Graf von Monte Christo (TV-Mehrteiler)
- 1979: Hurricane
- 1979: Orchesterprobe (Prova d’orchestra)

## Sonstige Werke (Auswahl)
- 1928: Il Presepio [Die Krippe] (Streichquartett mit Stimme)
- 1932: „musiche di scena“ Le prime battute di 6 canzoni e un coro per „L’isola disabitata“
- 1934–1935: Sonate für Viola und Klavier
- 1935: Canzona (Orchesterwerk)
- 1937–1941: Sinfonia Nr. 2
- 1949: Cristallo di Rocca. Musiche per lo sceneggiato radiofonico tratto del racconto omonimo di Adalbert Stifter [Bergkristall. Musik zum Hörspiel nach der gleichnamigen Erzählung von Adalbert Stifter] für Klavier zu vier Händen
- 1950: I due timidi [Die beiden Schüchternen] (Radio-Oper in einem Akt)
- 1955: Il cappello di paglia di Firenze [Der Florentiner Strohhut] (musikalische Farce in vier Akten)
- 1956–1957: Sinfonia Nr. 3
- 1959: La notte di un nevrastenico [Die Nacht eines Neurasthenikers] (Oper in einem Akt)
- 1958–1961: Concerto Festivo
- 1959: Lo scoiattolo in gamba [Das pfiffige Eichhörnchen] (Oper)
- 1960: Mariae dicata (Messe)
- 1961: Messa breve
- 1962: Messa senza gloria
- 1962: Mysterium catholicum (Kantate)
- 1962: Unum panem (Chorwerk)
- 1963–1965: Aladino e la lampada magica [Aladin und die Wunderlampe] (Oper)
- 1964: 15 preludi per pianoforte OCLC 718134415
- 1965/1969: La visita meravigliosa [Der wundervolle Besuch] (Oper)
- 1968–1970: La vita di Maria (Oper)
- 1968–1970: Il Natale degli innocenti (Oratorium)
- 1970–1971: Roma capomunni (Kantate)
- 1972: Cellokonzert Nr. 1
- 1972: Cantico in memoria di Alfredo Casella (Lied)
- 1976: Le Molière imaginaire (Ballett)
- 1976: Guardando il Fujiyama (Orchesterwerk)
- 1977: Napoli milionaria (Oper)

## Filmdokumentation
- Nino Rota – Un Maestro della Musica. Deutsche TV-Dokumentation (2001) von Andreas Morell; 57 Minuten.

## Weiterführende Literatur
- Dietrich Stern (2024). Fellini und Rota – hellsichtige Magie. In: Peter Bär, Timo Storck, Karin Nitzschmann, Andreas Hamburger, Gerhard Schneider (Hg.). (2024). Federico Fellini: Zeitlose Bilder (S. 129–140). Cinema Quadrat e. V., Mannheim, ISBN 978-3-384-10895-1 (Print), ISBN 978-3-384-10896-8 (E-Book).